# Риђани (Никшић)
Риђани је насеље у општини Никшић у Црној Гори. Према попису из 2003. било је 190 становника (према попису из 1991. било је 108 становника).

## Демографија
У насељу Риђани живи 143 пунолетна становника, а просечна старост становништва износи 36,3 година (33,7 код мушкараца и 39,1 код жена). У насељу има 54 домаћинства, а просечан број чланова по домаћинству је 3,52.
Ово насеље је углавном насељено Црногорцима (према попису из 2003. године), а у последња три пописа, примећен је пораст у броју становника.
|  |

| Демографија | Демографија | Демографија |
| Година      | Становника  | Становника  |
| ----------- | ----------- | ----------- |
|             |             |             |
|             |             |             |
|             |             |             |
|             |             |             |
| 1948.       | 326         |             |
| 1953.       | 296         |             |
| 1961.       | 238         |             |
| 1971.       | 99          |             |
| 1981.       | 73          |             |
| 1991.       | 108         | 108         |
| 2003.       | 194         | 190         |
|             |             |             |

| Етнички састав према попису из 2003.‍ | Етнички састав према попису из 2003.‍ | Етнички састав према попису из 2003.‍ | Етнички састав према попису из 2003.‍ | Етнички састав према попису из 2003.‍ |
| ------------------------------------ | ------------------------------------ | ------------------------------------ | ------------------------------------ | ------------------------------------ |
|                                      |                                      |                                      |                                      |                                      |
| Црногорци                            | Црногорци                            |                                      | 126                                  | 66,31%                               |
| Срби                                 | Срби                                 |                                      | 60                                   | 31,57%                               |
| непознато                            | непознато                            |                                      | 0                                    | 0,0%                                 |

| Година пописа     | 1948. | 1953. | 1961. | 1971. | 1981. | 1991. | 2003. |
| ----------------- | ----- | ----- | ----- | ----- | ----- | ----- | ----- |
| Број домаћинстава | 68    | 55    | 46    | 19    | 18    | 28    | 54    |

| Број чланова      | 1  | 2  | 3 | 4  | 5  | 6  | 7 | 8 | 9 | 10 и више | Просек |
| ----------------- | -- | -- | - | -- | -- | -- | - | - | - | --------- | ------ |
| Број домаћинстава | 54 | 10 | 5 | 10 | 11 | 13 | 4 | 1 | 0 | 0         | 0      |

| Пол    | Укупно | Неожењен/Неудата | Ожењен/Удата | Удовац/Удовица | Разведен/Разведена | Непознато |
| ------ | ------ | ---------------- | ------------ | -------------- | ------------------ | --------- |
| Мушки  | 75     | 29               | 42           | 2              | 2                  | 0         |
| Женски | 78     | 24               | 44           | 10             | 0                  | 0         |
| УКУПНО | 153    | 53               | 86           | 12             | 2                  | 0         |

| Пол    | Укупно                    | Пољопривреда, лов и шумарство | Рибарство                            | Вађење руде и камена | Прерађивачка индустрија       |
| ------ | ------------------------- | ----------------------------- | ------------------------------------ | -------------------- | ----------------------------- |
| Мушки  | 31                        | 5                             | 0                                    | 0                    | 8                             |
| Женски | 15                        | 2                             | 0                                    | 0                    | 2                             |
| УКУПНО | 46                        | 7                             | 0                                    | 0                    | 10                            |
| Пол    | Производња и снабдевање   | Грађевинарство                | Трговина                             | Хотели и ресторани   | Саобраћај, складиштење и везе |
| Мушки  | 2                         | 3                             | 1                                    | 0                    | 7                             |
| Женски | 0                         | 0                             | 4                                    | 0                    | 1                             |
| УКУПНО | 2                         | 3                             | 5                                    | 0                    | 8                             |
| Пол    | Финансијско посредовање   | Некретнине                    | Државна управа и одбрана             | Образовање           | Здравствени и социјални рад   |
| Мушки  | 0                         | 0                             | 2                                    | 1                    | 0                             |
| Женски | 0                         | 0                             | 1                                    | 1                    | 1                             |
| УКУПНО | 0                         | 0                             | 3                                    | 2                    | 1                             |
| Пол    | Остале услужне активности | Приватна домаћинства          | Екстериторијалне организације и тела | Непознато            | Непознато                     |
| Мушки  | 2                         | 0                             | 0                                    | 0                    | 0                             |
| Женски | 3                         | 0                             | 0                                    | 0                    | 0                             |
| УКУПНО | 5                         | 0                             | 0                                    | 0                    | 0                             |